# Ryujo (portaerei)
La Ryujo (龍驤?, Ryūjō, in giapponese "Dragone rampante") era una portaerei unica della sua classe di costruzione giapponese, unità della Marina imperiale giapponese in grado di trasportare uno stormo imbarcato di 48 velivoli; originariamente gli aerei imbarcati erano i caccia Nakajima A4N e gli aerosiluranti Aichi D1A.

## Servizio operativo
Partecipò, insieme ad altre portaerei, all'incursione giapponese nell'Oceano Indiano del 1942 e alla battaglia del Mare di Giava dove assistette all'affondamento del cacciatorpediniere USS Pope.
Venne affondata nella battaglia delle Salomone Orientali, durante la campagna di Guadalcanal, nella quale era stata esposta come esca alle incursioni aeree dell'aviazione imbarcata statunitense. Il 23 agosto 1942, avendo la squadra navale statunitense avvistato la portaerei leggera Ryujo posta a fare da esca, lanciò una parte dello stormo della USS Saratoga. La Ryujo fu duramente colpita ed affondata, ma nel contempo una ondata di aerei dai ponti delle portaerei Zuikaku e Shokaku si avvicinò alle portaerei statunitensi per attaccare.